# 志田博英
志田 博英（しだ ひろひで、1959年もしくは1960年 - 2017年6月）は、テレビ番組の音楽プロデューサー・サウンドデザイナー・選曲技師・音響効果技師・音楽プロデューサーである。プロジェクト80に入社してOCBプロに移籍した後、1998年にヴェントゥオノ（3×7）設立に参加した。2000年にカレントを創立した。

## 担当番組

### バラエティ
- プロ野球珍プレー・好プレー大賞（フジテレビ）
- FNS番組対抗NG大賞（フジテレビ）
- 笑っていいとも!（フジテレビ）
- JOCX-TV2（フジテレビ）
  - IQエンジン
  - 征服王
  - たほいや
  - 空からMAP
  - 抜け道ルート
  - WOOD
- ダウンタウンのごっつええ感じ（フジテレビ）
- 夢で逢えたら（フジテレビ）
- 夢の中から（フジテレビ）
- ウッチャンナンチャンの誰かがやらねば!（フジテレビ）
- ウッチャンナンチャンのやるならやらねば!（フジテレビ）
- お茶とUN（テレビ朝日）
- ゲッパチ!UN アワーありがとやんした!?（フジテレビ）
- ラスタとんねるず'94（フジテレビ）
- 美女ジョバ（フジテレビ）
- 働くおっさん人形（フジテレビ）
- モーニングビッグ対談（フジテレビ）
- 発掘!あるある大事典（関西テレビ）
- 超!よしもと新喜劇（毎日放送）
- コレって変ですか〜!?（フジテレビ）
- 笑う犬シリーズ（フジテレビ）
- B.C.ビューティー・コロシアム（フジテレビ）

### テレビドラマ

#### 堤幸彦監督
連続ドラマ
- 金田一少年の事件簿（1995年、1996年、日本テレビ）
- ぼくらの勇気 未満都市（1997年、日本テレビ）
- ケイゾク（1999年、TBS）
- 池袋ウエストゲートパーク（2000年、TBS）
- TRICK（2000年、2002年、2003年、テレビ朝日）
- ハンドク!!!（2001年、TBS）
- 愛なんていらねえよ、夏（2002年、TBS）
- Stand Up!!（2003年、TBS）
- 世界の中心で、愛をさけぶ（2004年、TBS）
- 加藤家へいらっしゃい! 〜名古屋嬢っ〜（2004年、名古屋テレビ）
- 下北サンデーズ（2006年、テレビ朝日）

スペシャルドラマ
- ブラック・ジャック（2000～01年、TBS）
- 石橋を叩いて笑う〜ゴッホの耳〜（2002年、2003年、テレビ朝日）
- ドラマW ご近所探偵TOMOE（2003年、WOWOW）
- 四谷くんと大塚くん/天才少年探偵登場の巻〔水曜プレミア内〕（2004年、TBS）
- ドラマW 巷説百物語（2005年、2006年、WOWOW）
- ホテル サンライズHND〜最後のステイ〜（2005年、テレビ東京）

#### 落合正幸監督
- 世にも奇妙な物語（1998年 - 、フジテレビ）
- 悪いこと
- 西村雅彦のさよなら20世紀（1998年、フジテレビ）
- 16週（2002年、フジテレビ）
- 悪魔のような女（2005年、テレビ朝日）
- ラスト・プレゼント（2005年、テレビ朝日）

#### 平川雄一朗監督
連続ドラマ
- あいくるしい（2005年、TBS）
- 白夜行（2006年、TBS）
- セーラー服と機関銃（2006年、TBS）
- 佐々木夫妻の仁義なき戦い（2008年、TBS）
- ROOKIES（2008年、TBS）
- MR.BRAIN（2009年、TBS）
- JIN-仁-（2009年・2011年、TBS）
- Sweet 9 Flowords〜美しい9の花言葉〜（2010年、LISMOオリジナルドラマ）
- とんび（2013年、TBS）
- クロコーチ（2013年、TBS）
- 天皇の料理番（2015年、TBS）

スペシャルドラマ
- 結党!老人党（2009年、WOWOW）

#### 日テレ・佐藤東弥演出
連続ドラマ
- 金田一少年の事件簿（1995年、1996年）
- 銀狼怪奇ファイル（1996年）
- サイコメトラーEIJI（1997年）
- D×D（1997年）
- LOVE&PEACE（1998年）
- P.A. プライベート・アクトレス（1998年）
- 君といた未来のために 〜I'll be back〜（1999年）
- 蘇える金狼（1999年）
- 隣人は秘かに笑う（1999年）
- バーチャルガール（2000年）
- フードファイト（2000年）
- ストレートニュース（2000年）
- 金田一少年の事件簿（2001年）
- リモート（2002年）
- すいか（2003年）
- 光とともに…〜自閉症児を抱えて〜（2004年）
- 一番大切な人は誰ですか?（2004年）
- anego[アネゴ]（2005年）
- 神はサイコロを振らない 〜君を忘れない〜（2006年）
- マイ★ボス マイ★ヒーロー（2006年）
- 14才の母（2006年）
- ハケンの品格（2007年）
- 1ポンドの福音（2008年）
- サムライ・ハイスクール（2009年）
- ダンダリン 労働基準監督官（2013年）
- ST 赤と白の捜査ファイル（2014年）
- ワイルド・ヒーローズ（2015年）
- 掟上今日子の備忘録（2015年）

スペシャルドラマ
- 火垂るの墓―ほたるのはか―（2005年）
- 24時間テレビスペシャルドラマ みぽりんのえくぼ（2010年）
- 終戦記念ドラマスペシャル この世界の片隅に（2011年）
- ST 警視庁科学特捜班（2013年）

#### TBS・磯山晶プロデュース
連続ドラマ
- 池袋ウエストゲートパーク（2000年）
- 天国に一番近い男・教師編（2001年）
- 木更津キャッツアイ（2002年）
- ぼくが地球を救う（2002年）
- マンハッタンラブストーリー（2003年）
- タイガー&ドラゴン（2005年）
- 吾輩は主婦である（2006年）
- 特急田中3号（2007年）
- 歌姫（2007年）
- 流星の絆（2008年）
- 小公女セイラ（2009年）
- うぬぼれ刑事（2010年）
- 専業主婦探偵〜私はシャドウ（2011年）
- 大奥〜誕生［有功・家光篇］（2012年）
- ごめんね青春!（2014年）

スペシャルドラマ
- さらば天国に一番近い男（2000年）
- 四谷くんと大塚くん（2004年）

#### フジテレビ・中野利幸プロデュース
- 東京タワー 〜オカンとボクと、時々、オトン〜（2007年）
- ライフ（2007年）
- ハチミツとクローバー（2008年）
- ラスト・フレンズ（2008年）
- イノセント・ラヴ（2008年）
- ブザー・ビート〜崖っぷちのヒーロー〜（2009年）
- 素直になれなくて（2010年）
- 私が恋愛できない理由（2011年）
- 結婚しない（2012年）
- ラスト♡シンデレラ（2013年）
- ディア・シスター（2014年）
- 医師たちの恋愛事情（2015年）

#### その他
連続ドラマ
- さよなら三角（1983年、フジテレビ）
- ウッチャンナンチャンのコンビニエンス物語（1990年、テレビ東京・ニユーテレス）
- Trap-TV（1993年　フジテレビ、共同テレビ）
- ドク（1996年、フジテレビ）
- ショムニ（1998年-2002年、フジテレビ・共同テレビ）
- 鬼の棲家（1999年、フジテレビ）
- お水の花道（1999年、フジテレビ・共同テレビ）
- ナオミ（1999年、フジテレビ・共同テレビ）
- セミダブル（1999年、フジテレビ）
- サイコメトラーEIJI2（1999年、日本テレビ）
- ショカツ（2000年、関西テレビ・共同テレビ）
- 伝説の教師（2000年、日本テレビ）
- 編集王（2000年、フジテレビ・共同テレビ）
- ムコ殿（2001年、フジテレビ）
- 新・お水の花道（2001年、フジテレビ・共同テレビ）
- ビューティ7（2001年、日本テレビ）
- 歓迎!ダンジキ御一行様（2001年、日本テレビ）
- ヨイショの男（2002年、TBS・MMJ）
- GOOD LUCK!!（2003年、TBS）
- 顔（2003年、フジテレビ・共同テレビ）
- ムコ殿2003（2003年、フジテレビ）
- マンハッタンラブストーリー（2003年、TBS）
- ヤンキー母校に帰る（2003年、TBS）
- 乱歩R（2004年、読売テレビ・吉本興業・アットムービー）
- オレンジデイズ（2004年、TBS）
- ヴァンパイアホスト（2004年、テレビ東京・東宝・オフィスクレッシェンド）
- アフリカのツメ（2004年、読売テレビ・吉本興業・泉放送制作）
- BE-BOP-HIGHSCHOOL（2004年,2005年、TBS）
- 君が想い出になる前に（2004年、関西テレビ・共同テレビ）
- 愛情イッポン!（2004年、日本テレビ）
- Mの悲劇（2005年、TBS）
- 離婚弁護士II（2005年、フジテレビ）
- はるか17（2005年、テレビ朝日・ホリプロ）
- 危険なアネキ（2005年、フジテレビ）
- Ns'あおい（2006年、フジテレビ・共同テレビ）
- 輪舞曲（2006年、TBS）
- タイヨウのうた（2006年、TBS）
- セーラー服と機関銃（2006年、TBS）
- だめんず・うぉ～か～（2006年、テレビ朝日・ティーズ）
- エラいところに嫁いでしまった!（2007年、テレビ朝日）
- 孤独の賭け〜愛しき人よ〜（2007年、TBS）
- 花ざかりの君たちへ〜イケメン♂パラダイス〜（2007年、フジテレビ・共同テレビ）
- 探偵学園Q（2007年、日本テレビ）
- ホタルノヒカリ（2007年、日本テレビ）
- 働きマン（2007年、日本テレビ）
- ジョシデカ!-女子刑事-（2007年、TBS）
- 貧乏男子 ボンビーメン（2008年、日本テレビ）
- 絶対彼氏。（2008年、フジテレビ・共同テレビ）
- パズル（2008年、ABC・テレビ朝日・東宝）
- おせん（2008年、日本テレビ）
- 学校じゃ教えられない!（2008年、日本テレビ）
- 小児救命（2008年、テレビ朝日）
- ブラッディ・マンデイ（2008年、TBS・東宝）
- スクラップ・ティーチャー〜教師再生〜（2008年、日本テレビ）
- メイちゃんの執事（2009年、フジテレビ・共同テレビ）
- ラブシャッフル（2009年、TBS）
- 漂流ネットカフェ（2009年、毎日放送・キングレコード・テレパック）
- コールセンターの恋人（2009年、ABC・テレビ朝日・泉放送制作）
- 任侠ヘルパー（2009年、フジテレビ）
- エンゼルバンク〜転職代理人（2010年、テレビ朝日・MMJ）
- 新参者（2010年、TBS）
- 月の恋人〜Moon Lovers〜（2010年、フジテレビ）
- ホタルノヒカリ2（2010年、日本テレビ）
- ジョーカー 許されざる捜査官（2010年、フジテレビ・共同テレビ）
- クローン ベイビー（2010年、TBS）
- フリーター、家を買う。（2010年、フジテレビ・共同テレビ）
- 黄金の豚-会計検査庁 特別調査課-（2010年、日本テレビ）
- LADY〜最後の犯罪プロファイル〜（2011年、TBS）
- ヘブンズ・フラワー The Legend of ARCANA（2011年、TBS）
- 冬のサクラ（2011年、TBS）
- バーテンダー（2011年、テレビ朝日）
- 鈴木先生（2011年、テレビ東京）
- 生まれる。（2011年、TBS）
- シマシマ（2011年、TBS）
- 花ざかりの君たちへ〜イケメン☆パラダイス〜2011（2011年、フジテレビ）
- 桜蘭高校ホスト部（2011年、TBS）
- ジウ 警視庁特殊犯捜査係（2011年、テレビ朝日）
- 南極大陸（2011年、TBS）
- 私が恋愛できない理由（2011年、フジテレビ）
- 謎解きはディナーのあとで（2011年、フジテレビ）
- 11人もいる!（2011年、テレビ朝日）
- ダーティ・ママ!（2012年、日本テレビ）
- 早海さんと呼ばれる日（2012年、フジテレビ）
- ラッキーセブン（2012年、フジテレビ）
- 白戸修の事件簿（2012年、TBS・ドリマックス）
- たぶらかし-代行女優業・マキ-（2012年、読売テレビ・ホリプロ）
- カエルの王女さま（2012年、フジテレビ）
- 未来日記-ANOTHER:WORLD-（2012年、フジテレビ）
- Wの悲劇（2012年、テレビ朝日・MMJ）
- ビギナーズ!（2012年、TBS）
- 黒の女教師（2012年、TBS）
- 息もできない夏（2012年、フジテレビ・共同テレビ）
- MONSTARS（2012年、TBS・東宝）
- カラマーゾフの兄弟（2012年、フジテレビ・共同テレビ）
- シェアハウスの恋人（2013年、日本テレビ）
- お天気お姉さん（2013年、テレビ朝日・MMJ）
- TAKE FIVE〜俺たちは愛を盗めるか〜（2013年、TBS）
- よろず占い処 陰陽屋へようこそ（2013年、関西テレビ・共同テレビ）
- 死神くん（2014年、テレビ朝日・ジャンゴフィルム）
- ゼロの真実〜監察医・松本真央〜（2014年、テレビ朝日・MMJ）
- きょうは会社休みます。（2014年、日本テレビ・オフィスクレッシェンド）
- ママとパパが生きる理由。（2014年、TBS・共同テレビ）
- 民王（2015年、テレビ朝日・アズバーズ）
- 5→9〜私に恋したお坊さん〜（2015年、フジテレビ）
- 傘をもたない蟻たちは（2016年、フジテレビ・共同テレビ）
- 家族ノカタチ（2016年、TBS・ドリマックス）

単発ドラマ
- 音の犯罪捜査官・響奈津子〔金曜エンタテイメント内〕（1995年～継続中、フジテレビ・共同テレビ）
- 生かし屋という男（1997年、テレビ朝日）
- 慎吾ママドラマスペシャル おっはーは世界を救う（2001年、フジテレビ）
- 慎吾ママドラマスペシャル ミッキーも一緒!おっはーは地球を救う2（2001年、フジテレビ）
- 天使の歌声 〜小児病棟の奇跡〜（2002年、フジテレビ）
- 天国のダイスケへ〜箱根駅伝が結んだ絆〜（2003年、フジテレビ）
- ぶどうの木〜里親と子供たちの愛の物語〜（2003年、フジテレビ）
- VICTORY!〜フットガールズの青春〜（2003年、フジテレビ）
- 恋のから騒ぎドラマスペシャル〜Love Stories〜（2004年～継続中、日本テレビ）
- Xmasなんて大嫌い（2004年、日本テレビ）
- 終戦60年スペシャルドラマ『火垂るの墓-ほたるのはか-』（2005年、日本テレビ）
- 探偵学園Q（2006年、日本テレビ）
- 24時間テレビスペシャルドラマ ユウキ（2006年、日本テレビ）
- 僕たちの戦争（2006年、TBS）
- 里見八犬伝（2006年、TBS）
- 佐賀のがばいばあちゃん（2007年、フジテレビ・共同テレビ）
- 大グータンヌーボ ドラマ「グータンな女たち」（2007年、関西テレビ・共同テレビ）
- 先生はエライっ!（2008年、日本テレビ）
- 警視庁電話指導官〜深川真理子の事件簿（2008年、テレビ朝日・共同テレビ）
- 事件記者〜警視庁記者クラブ〜（2008年、フジテレビ・共同テレビ）
- 働くゴン!（2009年、日本テレビ）
- テレビ東京開局45周年記念ドラマスペシャル・白旗の少女（2009年、テレビ東京・共同テレビ）
- 世にも奇妙な物語 20周年スペシャル・春 〜人気番組競演編〜「台詞の神様」（2010年、フジテレビ・共同テレビ）
- フジテレビ開局50周年記念ドラマスペシャル・わが家の歴史（2010年、フジテレビ・共同テレビ）
- フジテレビ開局55周年記念ドラマスペシャル・オリエント急行殺人事件（2015年、フジテレビ・共同テレビ）
- 24時間テレビスペシャルドラマ 母さん、俺は大丈夫（2015年、日本テレビ）

## 映画

### 堤幸彦監督（映画）
- 金田一少年の事件簿 上海人魚伝説（1997年）
- 新生トイレの花子さん（1998年）
- ケイゾク/映画 Beautiful Dreamer（2000年）
- 溺れる魚（2000年）
- チャイニーズ・ディナー（2001年）
- TRICK 劇場版（2002年）
- ピカ☆ンチ LIFE IS HARDだけどHAPPY（2002年）
  - ピカ☆☆ンチ LIFE IS HARDだからHAPPY（2004年）
- 恋愛寫眞（2003年）
- 明日の記憶（2006年）
- TRICK 劇場版（2006年）
- 大帝の剣（2007年）
- 自虐の詩（2007年）

### 落合正幸監督（映画）
- パラサイト・イヴ（1997年）※音響効果協力
- 催眠（1999年）
- 世にも奇妙な物語 映画の特別編『雪山』（2000年）
- 天使の牙B.T.A.（2003年）
- Jホラーシアター『感染』（2004年）

### 日テレ・佐藤東弥監督
- カイジ 人生逆転ゲーム（2009年）
- カイジ2 人生奪回ゲーム（2011年）
- ガッチャマン（2013年）
- 映画 ST 赤と白の捜査ファイル（2015年）

### 佐藤信介監督
- COSMIC RESCUE（2003年）
- 図書館戦争シリーズ
  - 図書館戦争（2013年）
  - 図書館戦争-THE LAST MISSION-（2015年）
- 万能鑑定士Q -モナ・リザの瞳-（2014年）
- アイアムアヒーロー（2016年）
- デスノート Light up the NEW world（2016年）
- いぬやしき（2018年）
- BLEACH 死神代行篇（2018年）

### それ以外の映画作品
- 巌流島 GANRYUUJIMA（2003年）
- 木更津キャッツアイ 日本シリーズ（2003年）
- g@me.（2003年）
- ROCKERS（2004年）
- アマレット（2004年）
- 死霊波（2005年）
- ヒートアイランド（2007年）
- 陰日向に咲く（2008年）
- ぼくたちと駐在さんの700日戦争（2008年）
- 昴（2008年）
- 特命係長 只野仁 最後の劇場版（2008年）
- 呪怨 白い老女（2009年）
- 呪怨 黒い少女（2009年）